# Pycnarmon straminealis
Pycnarmon straminealis là một loài bướm đêm trong họ Crambidae.